# Taifa di Toledo
La Taifa di Toledo (in arabo طائفة طليطلة‎?) era uno dei diversi regni (o Taifa) musulmani della penisola iberica, durante l'Alto Medioevo, in vari momenti della storia andalusa, la cui capitale era la città di Toledo, che si rese indipendente sin dall'inizio della guerra civile, che poi fu governato dalla dinastia Dhilnunide, un clan berbero Hawwara, già forte in alcune città, tra cui Santaver, Cuenca, Huete e Uclés, quando prese il controllo della città di Toledo, la capitale della taifa; fecero conquiste territoriali, espandendosi nei territori di Calatrava e conquistando Cordova e Valencia. 
La taifa ebbe termine nel 1085 quando fu conquistata dal re di León, di Castiglia e di Galizia, Alfonso VI.

Taifa di Toledo nel 1037

## Storia
Nel 1010, i califfi di Cordova, Hisham II ibn al-Hakam e Sulayman ibn al-Hakam, "al-Musta'in" avevano riconosciuto Abd al-Rahmán ibn Matiyo, governatore di Toledo e come riporta La web de las biografias Abú Bakr Yais ibn Muhammad, cacciò il governatore e si dichiarò indipendente dal califfato, e, nel periodo iniziale della fitna di al-Andalus, descritta dallo storico Rafael Altamira, con l'appoggio di altri notabili, per alcuni anni, governò la taifa di Toledo.

Quando, per contrasti con gli altri notabili, Abú Bakr Yais ibn Muhammad dovette lasciare Toledo e rifugiarsi a Calatayud, dove morì, come riportano sia la Muslim Spain and Portugal: A Political History of al-Andalus che la Histoire des Almohades / d'Abd el- Wâh'id Merrâkechi e la The History Of The Mohammedan Dynasties In Spain Vol II il governo venne affidato alla 
famiglia dei Banu Dhi l-Nun, un clan berbero, che già governava alcune città nei dintorni.

Il primo a regnare fu Isma'il, figlio di 'Abdu-r-rahman Ibn 'Omar Ibn Dhi-n-nun, discendente di As-samh Ibn Dhi-n-min, un Berbero della tribù di Howarah, che aveva partecipato alla conquista di al-Andalus.
Di Ismail si hanno poche informazioni, ma sia il Diccionario biográfico español, Real Academia de la Historia che La web de las biografias sostengono che fu un buon governante che mantenne l'integrità territoriale, che morì nel 1043 e gli succedette il figlio, Yahya detto al-Mamun

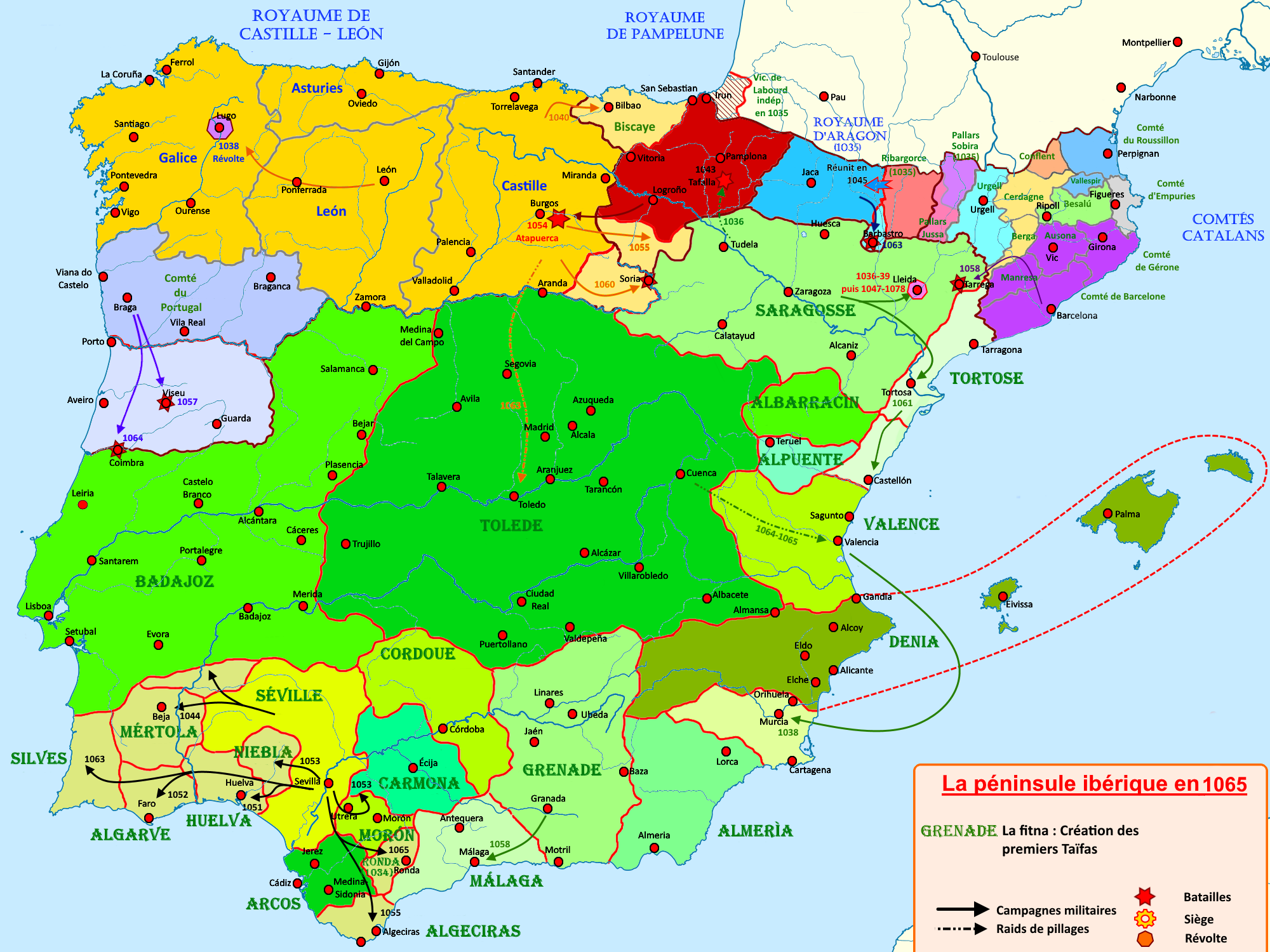
Taifa di Toledo nel 1065

Yahya detto al-Mamun, fu uno dei più potenti re dei piccoli regni di taifa di al-Andalus.

Nel 1053, al-Mamun conquistò Cordova togliendola al visir, Aboul-Walid Mohammad b. Djahwar, e uccise suo figlio, Abu 'Amru, e la fece governare da un Berbero di nome Mousa Ibn Okacha, fino al 1070, quando Cordova fu conquistata dall'emiro della Taifa di Siviglia, Muhammad al-Muʿtamid, che annesse Cordova alla Taifa di Siviglia.

Nel 1065, al-Mamun conquistò Valencia e la Histoire des Musulmans d'Espagne Volume 4 riporta che al-Mamun depose e imprigionò a Cuenca il re della taifa di Valencia Abd al-Malik Abu Merwan, che era suo genero.

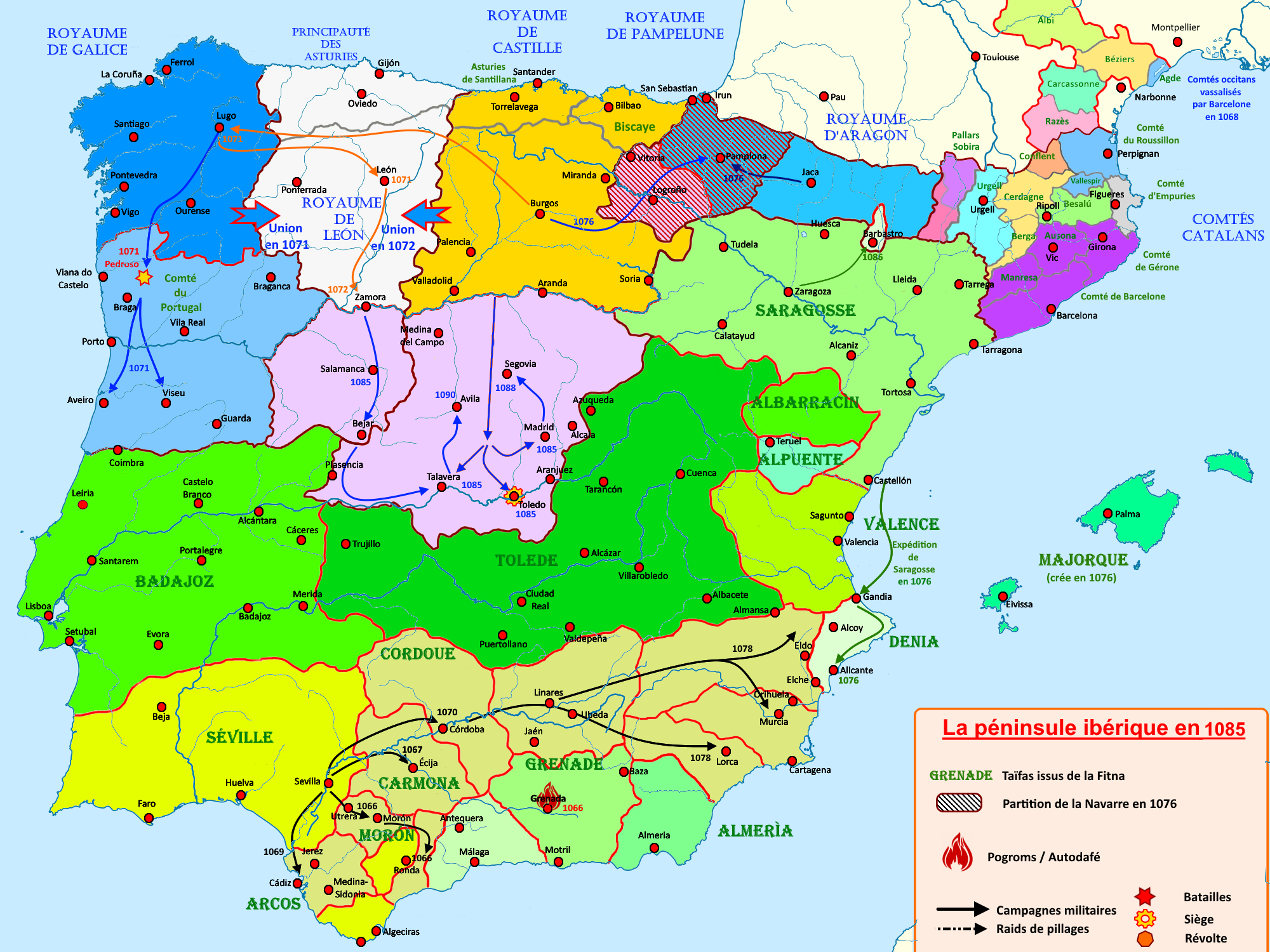
Taifa di Toledo nel 1085

Sia il Diccionario biográfico español, Real Academia de la Historia che La web de las biografias riportano che al-Mamun fu tributario del conte di Castiglia e re di León, Ferdinando I e poi diede ospitalità al figlio, Alfonso.

Al-Mamun morì nel febbraio 1075, in circostanze sospette, forse avvelenato e gli succedette il nipote, Al-Qadir.
Sia il Diccionario biográfico español, Real Academia de la Historia che La web de las biografias riportano che Al-Qadir forse succedette al padre, Hisham, che governò per pochi mesi e che nei primi anni di governo ebbe diversi problemi.

Nel 1080, Yahya ibn Abu Bakr Muhammad, re della taifa di Badajoz, secondo la Historia del Reino de Badajoz soccorse la Taifa di Toledo, attaccata dal re Alfonso VI di León, obbligando quest'ultimo a rientrare in Castiglia e rimanendo a Toledo per circa un anno. Al-Qadir rientrò in possesso della taifa di Toledo, con l'aiuto di Alfonso VI.

Nel 1084, il re di León, di Castiglia e di Galizia, Alfonso VI, senza parteciparvi di persona pose l'assedio a Toledo, che capitolò solo nel 1085, dopo l'arrivo di Alfonso VI, che promise ad Al-Qadir di aiutarlo a mantenere il possesso di Valencia; la conquista di Toledo da parte di Alfonso VI, nel maggio 1085 viene riportata anche da The History Of The Mohammedan Dynasties In Spain Vol II e da Ibn Khallikan's biographical dictionary,[v.3], che riporta la data del 29 maggio, dopo un lungo assedio.

Al-Qadir prese possesso della taifa di Valencia e la difese dagli Almoravidi con l'aiuto delle truppe castigliane, al comando di Álvar Fáñez, di Al-Musta'in II, re della taifa di Saragozza e d'el Cid.

Nel 1092, Al-Qadir fu assassinato in seguito ad una sollevazione di valenciani favorevoli agli Almoravidi, dopo che un piccolo contingente di Almoravidi era entrato in Valencia, Al-Qadir fu trascinato fuori dal suo nascondiglio e giustiziato.

### Fonti primarie
- (FR)  Histoire des Almohades / d'Abd el- Wâh'id Merrâkechi
- (EN)  The History Of The Mohammedan Dynasties In Spain Vol II
- (EN)  Muslim Spain and Portugal: A Political History of al-Andalus
- (EN)  Ibn Khallikan's biographical dictionary,[v.3
- (FR)  Histoire des Musulmans d'Espagne Volume 4

### Letteratura storiografica
- Rafael Altamira, Il califfato occidentale, in Storia del mondo medievale, vol. II, 1999, pp. 477–515.
- Martínez y Martínez, Matías Ramón (Edición: Fernando de Valdés Fernández) Historia del reino de Badajoz durante la dominación musulmana 2007 Editorial: Diputación de Badajoz ISBN 978-84-7796-761-3 (edizione originale del principio del XX° secolo)